# Palestina do Pará
Palestina do Pará é um município brasileiro do estado do Pará. Localiza-se a uma latitude 05º44'30" sul e a uma longitude 48º19'01" oeste, estando a uma altitude de 0 metros. Sua população estimada em 2017 era de 7.386 habitantes.
Possui uma área de 983,885 km².

## Etimologia
A escolha do nome "Palestina", para nomear a recém fundada vila de lavradores, relaciona-se com o fato de que a maioria dos colonos ali chegados ser de origem cristã-protestante. Com uma visão fortemente religiosa, eles enxergavam naquelas terras uma extensão das promessas bíblicas dadas ao povo Hebreu sobre a Canaã Palestina, uma "terra de onde mana leite e mel".

## História
Palestina começou a ser ocupada pouco antes dos grandes empreendimentos da região amazônica, portanto ainda inseria-se no modelo de pequena lavoura e extrativismo que imperou na região desde a colonização portuguesa até o início da década de 1960.
Em 21 de abril de de 1958 as famílias Ribeiro, Sandes, Vieira e Souza iniciam a fundação de um povoado às margens do rio Araguaia. Após constatar que a área era sujeita a inundações, eles se dirigiram para uma área mais alta, em região ainda de mata fechada, fazendo suas primeiras lavouras e depois inaugurando a primeira igreja protestante.
O início da década de 1970 marcou a integração do vilarejo ao restante do território nacional, com a inauguração da Rodovia Transamazônica. Neste período floresceu na localidade atividades ligadas a extração madeireira e a agropecuária.
Pouco depois a localidade viu-se inserida nas operações entre guerrilheiros comunistas e o regime militar na Guerrilha do Araguaia. A localidade era um dos pontos de referência para os guerrilheiros.
Na década de 1980, a localidade, colhendo os frutos da exploração econômica da madeira e da agropecuária, passa a cobrar mais autonomia, e organiza os movimentos de emancipação. A princípio dá suporte ás pretensões de Brejo Grande do Araguaia, que, após se emancipar, também se mostra incapaz de suprir as demandas de Palestina. Este fato fez o movimento palestinense permanecer ativo, e conseguir um abaixo-assinado pedindo desmembramento de Brejo Grande.
O município foi finalmente fundado em 13 de dezembro de 1991, através da lei estadual n.º 5.689. publicado no diário oficial de n.º27.127 em 30 de Dezembro de 1991, com território desmembrado do município de Brejo Grande do Araguaia.

## Geografia
Esta localizado na região sudeste do Pará, a 600 km da capital do estado. Limita-se ao Norte com Brejo Grande do Araguaia; ao sul com São Geraldo do Araguaia; a leste com estado do Tocantins; a  oeste com Brejo Grande do Araguaia. O município encontra- se as margens do Rio Araguaia divisando com o estado do Tocantins.

### Subdivisões
O município está subdividido em dois distritos principais: distrito sede, formado basicamente pela cidade de Palestina do Pará, e; o distrito de Santa Isabel do Araguaia, sediado na vila homônima.
No município ainda estão outras localidades de relevo como a vila Porto Jarbas Passarinho (Porto da Balsa) e Vila Posto Fiscal; esta última têm a fronteira entre Palestina e Brejo Grande atravessando o centro da vila.

## Economia
Apesar de possuir um perfil econômico de relevo nos setores extrativista e turístico, a vocação deste município é no setor agropecuário. Destaca-se nesse sentido a produção de leite e derivados e a bovinocultura para corte.
Ainda incluído no setor agropecuário, a agricultura familiar e o campesinato são grandes produtores de itens básicos, como milho, mandioca, feijão e frutas, que servem para suprir a demanda local e dos municípios limítrofes.
A atividades industrial está concentrada basicamente em setores oleiros e cerâmicos, com a fabricação de tijolos e telhas; em outro aspecto a lavra mecanizada de areia e gemas também é classificada com uma atividade industrial registrada em Palestina.
O setor de comércio têm uma relevância bastante reduzida, servindo unicamente para suprir a demanda local. Porém, na alta temporada do verão amazônico, o setor comercial têm bastante movimento nas atividades relacionadas aos serviços e turismo.
Já o turismo é um dos grandes destaques, graças aos atrativos naturais que dispõe o município, como as praias de água doce do rio Araguaia.

## Infraestrutura
O município é atravessado pela rodovia BR-230 (Transamazônica) de leste a oeste, interligando-o ao estado do Tocantins e aos demais municípios vizinhos do Pará. Outra rodovia importante é a PA-459, que possibilita a comunicação rodoviária da sede municipal ao distrito de Santa Isabel do Araguaia.
Através da PA-459 é possível acessar o estado do Tocantins, fazendo a travessia de balsa até o distrito de Araguanorte, no município de Ananás.